# Карнатикские войны

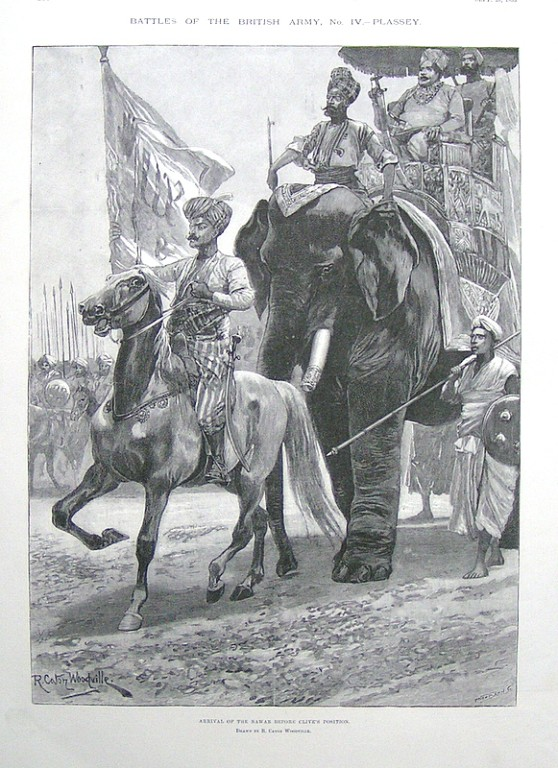
Прибытие индийской армии на поле битвы при Плесси

Карнатикские войны — серия военных конфликтов середины XVIII века между государствами индийского региона Карнатика, возникшими на обломках империи Великих Моголов, за которыми стояли и которых направляли европейские колонизаторы в лице Британской и Французской Ост-Индских компаний.
Конфликты были вызваны борьбой между многочисленными номинально независимыми правителями и их вассалами за главенство в Индии после распада державы Великих Моголов. От европейских колонизаторов основными игроками выступали француз Жозеф Франсуа Дюпле, в 1742 году ставший губернатором Французской Индии, и англичанин Роберт Клайв. Ост-Индские компании активно включились в интриги между местными правителями, чтобы расширить влияние в стране своих держав. Карнатические войны велись в основном на территории выше дельты реки Годавари, подконтрольной низаму Хайдерабада.
Всего состоялось три Карнатикских войны: первая (1746—1748), вторая (1749—1754) и третья (1757—1763), при этом первая из них была фактически частью войны за Австрийское наследство, третья — частью Семилетней войны. В результате трёх войн Британская Ост-Индская компания обеспечила себе на территории Индии значительное преимущество над другими европейскими торговыми компаниями, а сфера влияния Французской Ост-Индской компании оказалась фактически ограничена Пондишери. Британское доминирование впоследствии привело к превращению почти всей территории современной Индии в британскую колонию.